# Le Monstre sur le seuil
Le Monstre sur le seuil (The Thing on the Doorstep) est une nouvelle d'horreur fantastique de l'écrivain américain H. P. Lovecraft publiée pour la première fois en janvier 1937 dans Weird Tales.
Lovecraft écrit et achève ce texte dès 1933.

## Résumé

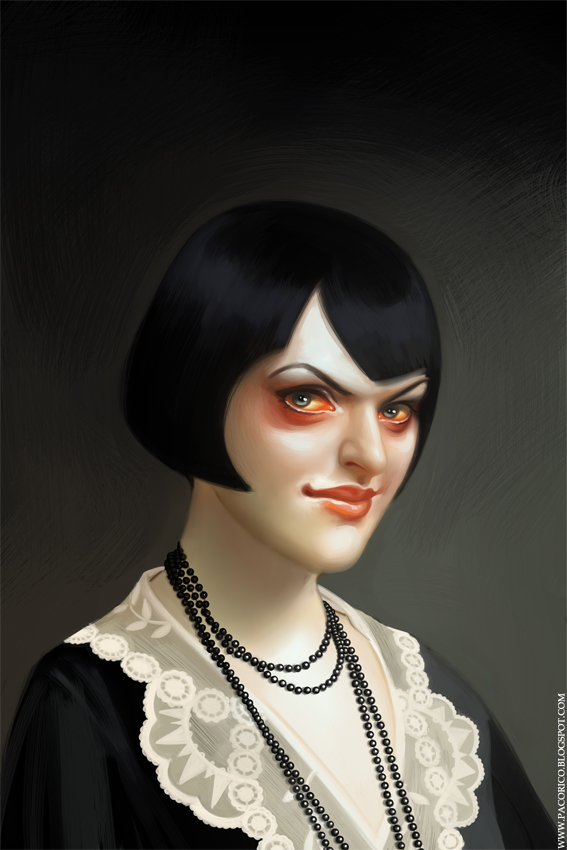
Asenath Waite, illustration de Paco Rico Torres pour la couverture d’Innsmouth Magazine no 1-4, publié par Innsmouth Free Press.

La nouvelle se divise en sept chapitres.
Daniel Upton, le narrateur, commence son récit en revendiquant avoir tiré plusieurs coups de feu dans la tête de son meilleur ami, Edward Derby, bien qu'il nie être son meurtrier. Il décrit alors la vie et la carrière du défunt.
Upton se focalise ensuite sur Asenath Waite et sur le mariage de celle-ci avec son ami.
Quelques années plus tard, les gens commencent à voir des changements dans les capacités de Derby. Ce dernier se confie à Upton et lui raconte d’étranges histoires à propos de sa femme et de son beau-père, Ephraim Waite, qui pourrait ne pas être mort.
On appelle Upton pour lui demander d’aller chercher Derby, retrouvé errant dans le Maine. Sur le chemin du retour, Derby confie craintivement à son ami qu’Asenath prend peu à peu possession de son corps. En proie à une panique grandissante, Derby suppose que l'esprit d'Ephraim s'est jadis emparé de l'enveloppe charnelle de sa fille. Pris alors de convulsions, Derby change subitement de comportement avant de prier le conducteur de ne pas prêter foi à ses propos extravagants, occasionnés par une fatigue nerveuse.
Quelques mois plus tard, Derby se présente chez Upton et dit qu’il a trouvé un moyen pour empêcher Asenath de le posséder. Il termine la rénovation de la propriété de la famille mais semble étrangement peu enclin à quitter la demeure d’Asenath.
Derby rend ultérieurement visite à Upton mais il se remet à divaguer. Upton l’envoie au lit mais, les choses allant de mal en pis, il décide de faire interner son ami à l’asile d’Arkham. On l’appelle alors pour lui signaler un retour à la normale mais, une fois sur place, le narrateur comprend que son ami n’a pas sa vraie personnalité.
Upton reçoit chez lui la visite inattendue d’un ignoble petit être emmitouflé, qui lui apporte une lettre de la part de Derby. La missive révèle que ce dernier a tué Asenath puis enterré son corps dans la cave. En dépit de cela, Asenath s’est arrangée pour prendre le contrôle du corps de son mari tandis qu’il se trouvait à l’asile. Le narrateur se rend compte que le « monstre sur le seuil » n'est autre que son ami, désormais prisonnier du corps en putréfaction de sa femme. L’auteur de la lettre implore Upton d’aller à l’asile pour tuer Derby, possédé pour de bon par l’esprit d’Asenath-Ephraim. Upton finit par obtempérer, espérant avoir renvoyé la sinistre entité dans l’au-delà, bien qu'il craigne de tomber à son tour sous l'emprise mentale du sorcier. En effet, sa demande visant à faire incinérer le cadavre de « Derby » n'a pas été prise en considération et la police envisage désormais de procéder à une autopsie...

## Personnages

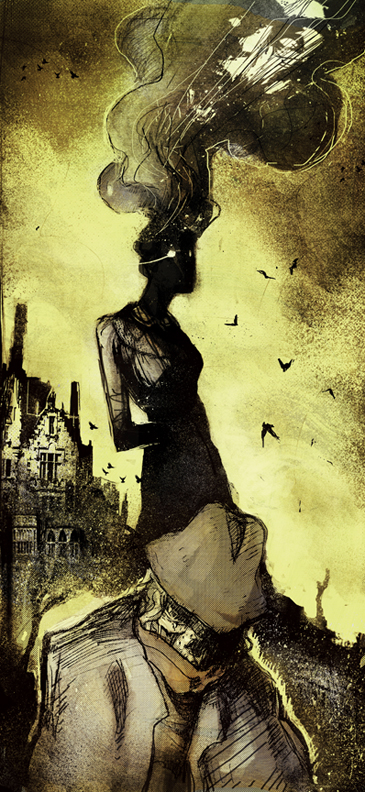
The Thing on the Doorstep, illustration d'Alex Eckman-Lawn.

- Edward Pickman Derby (1890-1933). Principal personnage de l’histoire, il s'agit d'un esprit brillant, fin poète mais réservé. Il épouse Asenath Waite.
- Daniel Upton (1884– ????). Narrateur et meilleur ami du héros. Après ses études à Harvard, il devient architecte et s’installe à Arkham. Il est marié et devient le père, vers vingt-huit ans, du petit Edward Derby Upton.
- Asenath Waite Derby (1905-1932). « Elle a le teint sombre, est de petite stature et est très belle, ses yeux protubérants mis à part. » Femme de Derby et fille d’Ephraim Waite, sa mère est décrite comme la « femme inconnue qui portait toujours un voile ». Ce fait, ajouté à ses traits globuleux caractéristiques des habitants d'Innsmouth, suggère qu'Asenath est issue de « ceux des profondeurs », créatures amphibiennes dépeintes dans la nouvelle Le Cauchemar d'Innsmouth.
- Ephraim Waite : Le père d’Asenath. On dit de lui « que, en son temps, il était un apprenti sorcier prodigieux » et qu’il avait « un visage saturnien et vorace ». Atteint de folie, Ephraim décède au moment où Asenath intègre Hall School.

## Inspirations
D'après les exégètes lovecrafiens S.T. Joshi et David Schultz, il est possible que l'auteur se soit inspiré du roman An Exchange of Souls de Barry Pain, paru en 1911.

## Intertextualité
On retrouve des références à des lieux (Arkham, la Miskatonic University, Innsmouth, Kingsport), à des livres (le Necronomicon, le Livre d’Eibon, le Unaussprechlichen Kulten) et des entités (Azathoth, Shub-Niggurath, les shoggoths).

## Traductions en français
- Le Monstre sur le seuil.

- La Chose sur le seuil, nouvelle traduction de François Bon, 2015, chez Points,  (ISBN 978-2-7578-5140-1).

## Bibliographie

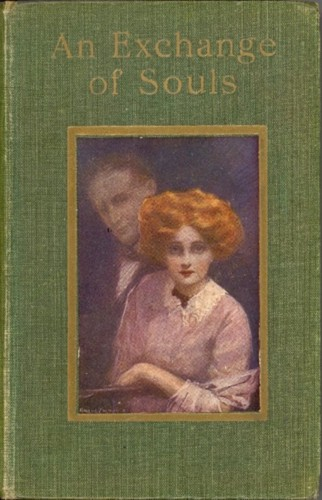
Couverture du roman An Exchange of Souls de Barry Pain, 1911.